# Жарков, Пётр Герасимович
Пётр Гера́симович Жарко́в (1742—1802) — русский художник, миниатюрист, живописец на эмали, академик живописи Императорской Академии художеств.

## Биография
Пётр Жарков родился в 1742 году в семье священника села Назье. Сперва учился в Александровской духовной семинарии, откуда вместе с братом Николаем в 1770 году был взят под «протекцию» в Петербургскую академию художеств. Учился предположительно у А. П. Антропова (до 1769), ИАХ (1769–1770).
Получил звание «назначенного в академики» (1770). В 1777 году был избран в академики Императорской Академии художеств «за пиесу живописную на финифте, представляющую портрет сидящего охотника музыки».
В 1785 году Жарков был избран в советники Академии Художеств.
В январе 1790 году Совет Академии художеств постановил: ввести класс живописи на финифти, что и было поручено Жаркову.
В 1798 году Жарков, по собственному прошению, был уволен из ИАХ по состоянию здоровья.
Жарков пользовался широкой известностью и покровительством императрицы Екатерины II за свои портретные миниатюры. От императрицы и от всего двора он получал многочисленные заказы, за которые ему платили значительные суммы. Ему принадлежали многочисленные копии портретов императрицы Екатерины II на кости и эмали, которые она заказывала ему писать для подарков.
Многии произведения Жаркова представляют собой копии произведений древних мастеров.
Пётр Герасимович Жарков умер 9 июля 1802 года.

## Галерея

Миниатюры Петра Жаркова
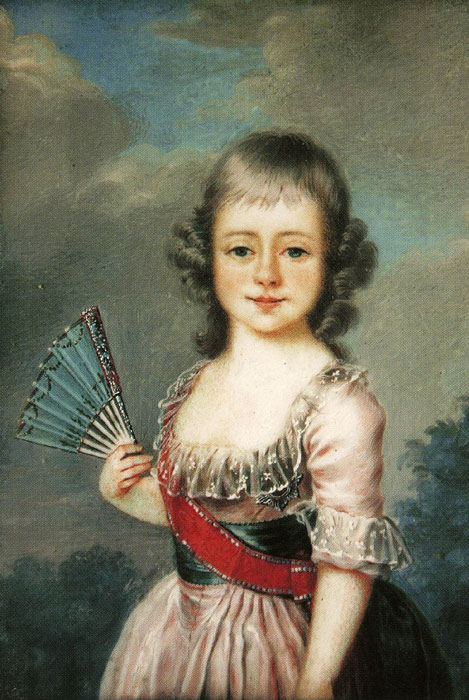
Екатерина Павловна
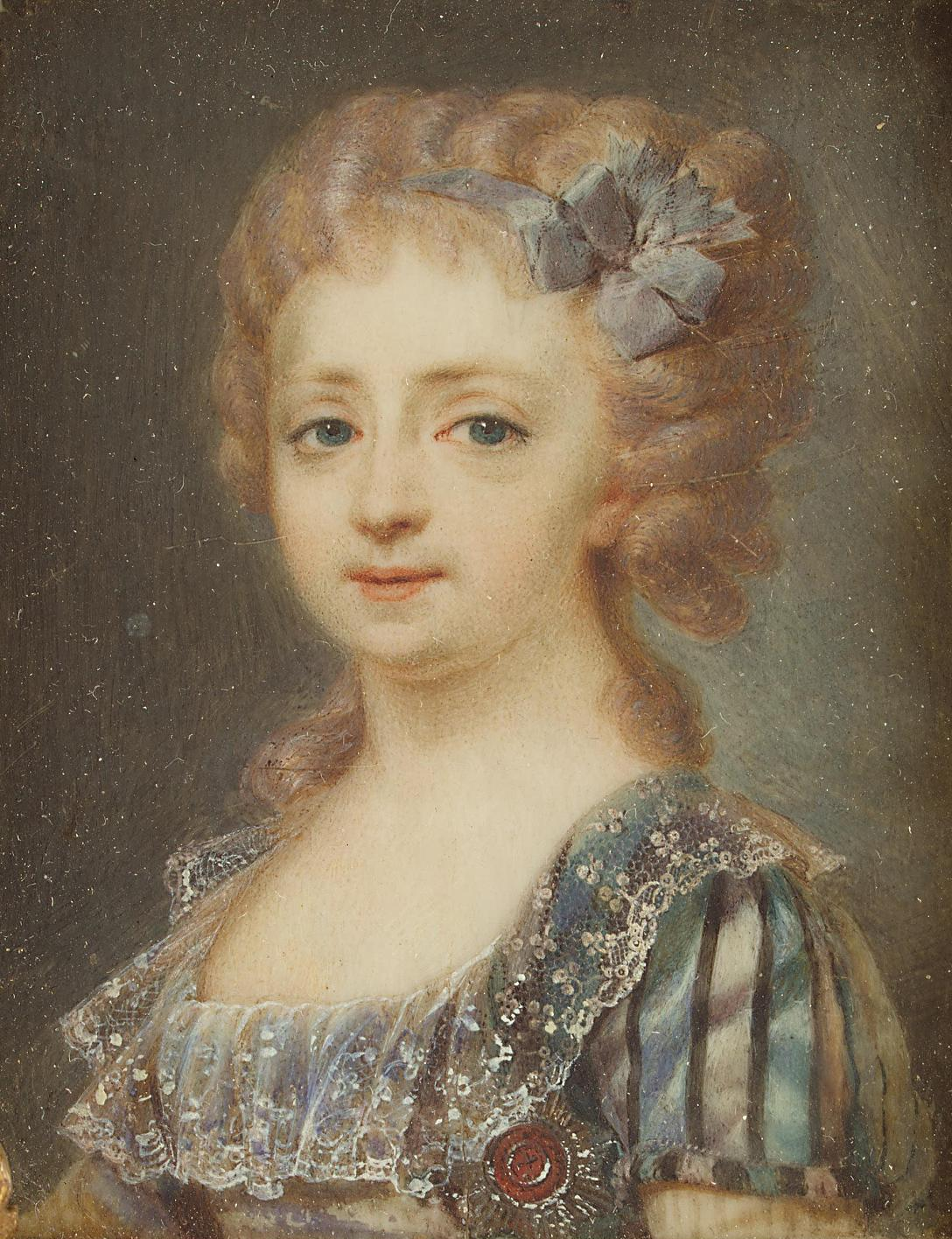
Елена Павловна
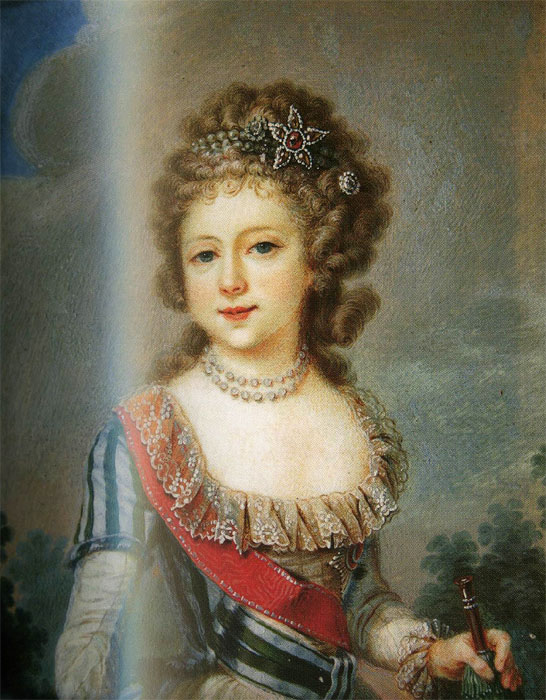
Мария Павловна
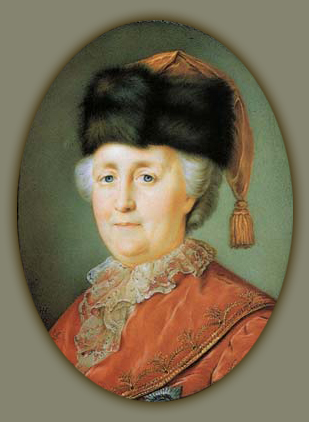
Екатерина II (1788)